# Nok thet

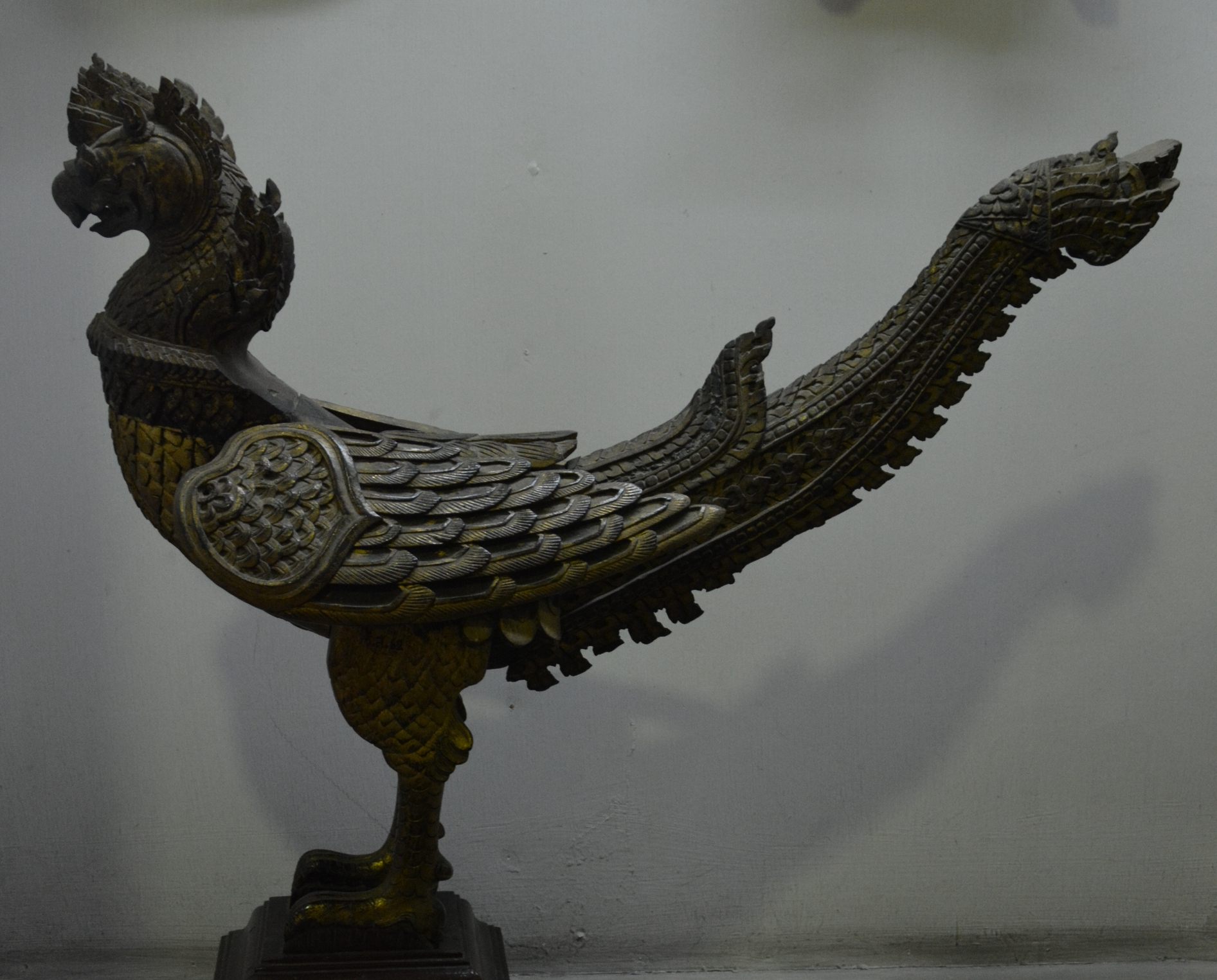
Statue de Nok Thet au musée national de Bangkok

Nok thet (l'oiseau thet, peut être de Nok Kra Jok Thet signifiant autruche) est un oiseau fantastique issu de la mythologie hindouiste qui habite la forêt d'Himmapan.